# Alcides Araújo Alves
Alcides Eduardo Mendes de Araújo Alves, mais conhecido como Alcides Araújo Alves, ou simplesmente Alcides (São José do Rio Preto, 13 de Março de 1985), é um ex-futebolista brasileiro que atuava como zagueiro e lateral-direito.

## Carreira
Um produto das categorias de base do Vitoria, saiu do Brasil com 15 anos e teve uma rápida passagem no FC Schalke 04 na Alemanha, onde chegou no segundo semestre de 2003.
Em 2003 o zagueiro se destacou atuando pela Seleção sub-20, que conquistou o Mundial nos Emirados Árabes.
Depois, de volta ao Brasil, teve uma rápida passagem em 2004 por empréstimo no Santos FC, onde foi Campeão Brasileiro.
Voltou a Europa depois de assinar com o S.L. Benfica de Portugal. Jogando apenas sete vezes nos "Vermelhos", ele ajudou o time a ganhar a Liga depois de 11 anos de espera. A esta altura ele já havia sido comprado pelo Chelsea FC mas nunca chegou a jogar pelo mesmo.

Em janeiro de 2007, Alcides se transferiu para o PSV Eindhoven por empréstimo, voltando a trabalhar com o ex-chefe Ronald Koeman, que falou dele:
"Ele [Alcides] é um grande reforço para a defesa e ele pode jogar em várias posições na defesa. Ele é alto, muito magro e extremamente rápido." 
Em 3 de fevereiro, ele jogou seu primeiro jogo pelo clube na liga Holandesa, contra o AZ Alkmaar. Atuando em meia temporada, ele ajudou o defesa no campeonato nacional aparecendo em 21 jogos do da temporada 2007-08 (marcando 1 gol), atuando inclusive pela esquerda.
Em 9 de agosto de 2008, Alcides assinou com os ucranianos do FC Dnipro Dnipropetrovsk.
Em 18 de agosto de 2012, foi preso em Guarani D'Oeste, por porte ilegal de arma.
Em 11 de março de 2013, Alcides assinou com o Náutico.
Em 2014, acertou com o Ferroviária para o Campeonato Paulista da Série A-2. Em 14 de maio de 2014, figurou entre os jogadores que se apresentaram no segundo evento teste da Arena da Baixada para a Copa do Mundo FIFA, mesmo o clube não tendo-o anunciado oficialmente.
No dia 22 de agosto de 2014, acertou com o Criciúma, no dia 7 de setembro de 2014, no jogo terminado em empate contra o Corinthians, Alcides lesionou-se. Em 14 de outubro, teve o contrato reincidido.
No ano de 2015, Alcides retorna a Ferroviária de Araraquara, para disputar a série A2 do Campeonato Paulista.

## Títulos
Santos
- Campeonato Brasileiro: 2004

Benfica
- Campeonato Português: 2004–05[1]

PSV Eindhoven
- Campeonato Holandês: 2008[1]

Ferroviária
- Campeonato Paulista - Série A2: 2015

Seleção Brasileira
- Copa do Mundo Sub-20: 2003[1]
- Torneio da Malásia Sub-20: 2003